# Hydratec
Hydratec Industries is een fabrikant van industriële systemen en hightech componenten. Deze producten worden geleverd aan bedrijven actief in de voedselindustrie, de gezondheidszorg en makers van van transportmiddelen. Hydratec staat sinds 1997 genoteerd aan Euronext Amsterdam. In 2023 had het 1315 medewerkers, waarvan de helft actief in Nederland. De overige werken in vestigingen in België, Brazilië, India, Polen en de Verenigde Staten.

## Geschiedenis
Het bedrijf werd in 1997 opgericht als Nyloplast.
op 18 januari 2024 werd bekend dat grootaandeelhouder Ten Cate Investeringsmaatschappij een bod zal doen op alle aandelen. Het bod was € 142,50 per aandeel. Bij succes zal de beursnotering worden gestaakt. In oktober 2024 werd het bod verhoogd naar € 166 per aandeel, maar dat was onvoldoende. In november 2024 trok Ten Cate het bod in omdat de ondergrens van 85% van alle aandelen niet was bereikt.

## Activiteiten
Hydratec heeft de activiteiten verdeeld over twee bedrijfsonderdelen:
- Industrial Systems: Maakt complete productiesystemen voor de voedingsindustrie en drinkwaterbedrijven. Enkele concrete producten zijn verpakkings- en broedmachines en extrusieapparatuur voor plastic buizen.
- Hightech Components: productie van kunststofonderdelen.

De bijdrage aan de omzet van de twee onderdelen is evenwichtig, al is Industrial Systems wel iets groter gemeten naar de omzet. De bedrijfswinstmarge voor Hightech Components ligt beduidend lager dan het bedrijfsgemiddelde.

### Financiële resultaten
| Jaar | Omzet       | Nettoresultaat | Werknemers |
| Jaar | (× miljoen) | (× miljoen)    | Werknemers |
| ---- | ----------- | -------------- | ---------- |
| 2021 | € 257       | € 15,1         | 1419       |
| 2022 | € 283       | € 15,9         | 1374       |
| 2023 | € 283       | € 15,7         | 1315       |